# Université d'État de Pennsylvanie, École de management hôtelier
 (février 2015).
L’École de management hôtelier de Penn State (anglais : The Penn State School of Hospitality Management), également connue sous l’acronyme SHM, se situe sur le campus principal de l'Université d'État de Pennsylvanie appelé University Park, PA. L’école hôtelière accueille environ 740 étudiants. Elle est une des trois plus anciennes écoles hôtelières établies aux États-Unis et offre plusieurs programmes : Bachelor of Science (B.S.), Master of Science (M.S.) et Doctor of Philosophy (Ph.D.) en Management Hôtelier.
Le Bachelor of Science (B.S.) offre plusieurs concentrations optionnelles :  entrepreneuriat et innovation, diététique et management, et management de casinos.

## Histoire
Le programme de management hôtelier à Penn State démarre en 1937 sous le nom de « Hotel Administration », et était initialement rattaché au département intitulé  « Instutional Management ».
En 1958 le programme est rebaptisé « Food Service and Housing Administration (FSHA) », et se divise en deux concepts majeurs : « la Restauration commerciale » et « la gestion d'unités institutionnelles d'hébergement».
Dans les années 1970, le programme est essentiellement centré sur le management du service et de l’administration des programmes de diététique.
En 1981, le programme change une fois de plus son nom, et devient : « Department of Hotel, Restaurant and Institutional Management (HRIM) ». Le statut du département est rehaussé en 1987, se traduisant par la création de l'unité « The School of Hotel, Restaurant and Institutional Management ». En 2005, le programme est renommé École de Management Hôtelier (School of Hospitality Management).

## Bâtiment Mateer et Café Laura

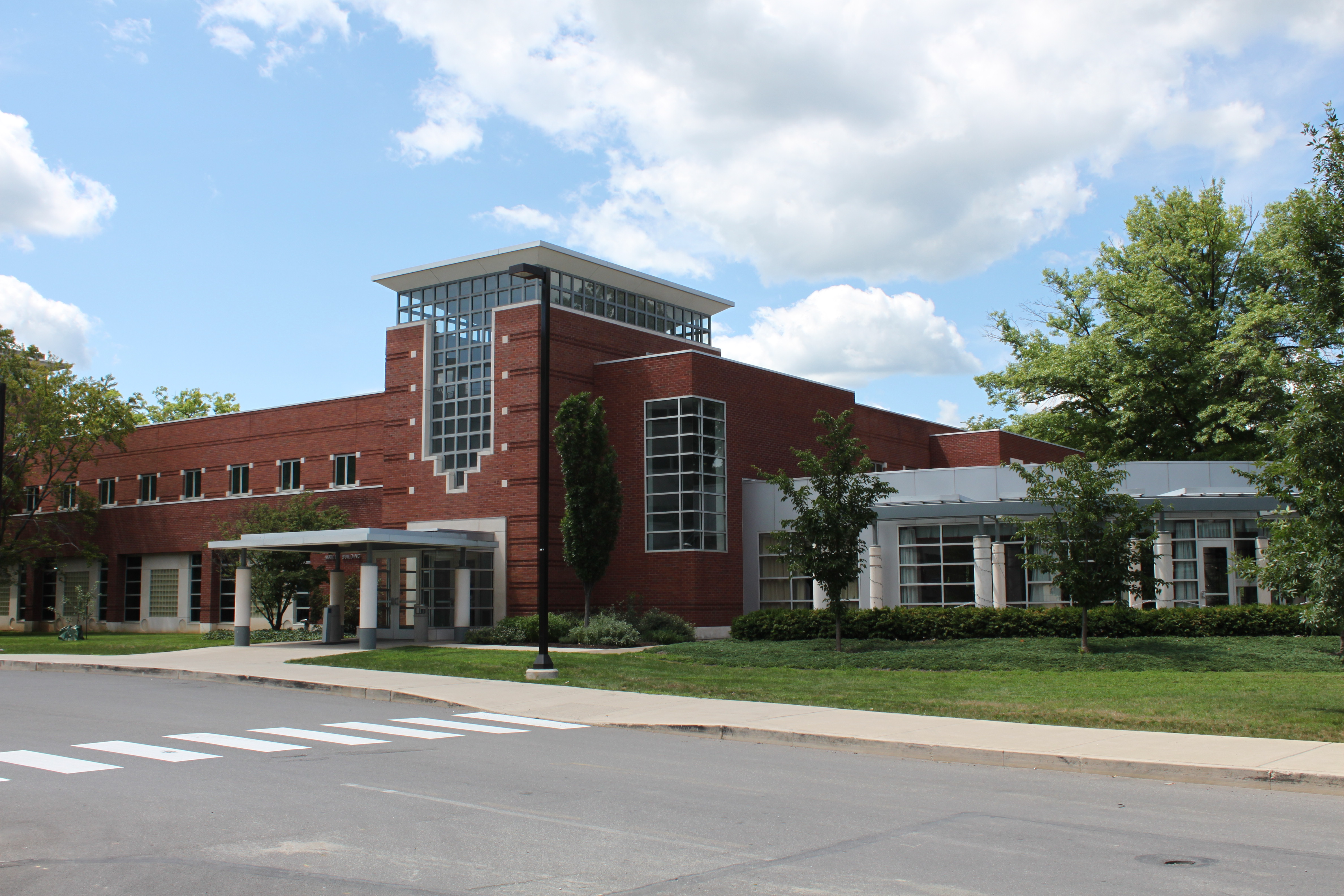
Mateer Building- Penn State School of Hospitality Management

L’école de Management Hôtelier se situe au sein du bâtiment Mateer, dans la partie Nord-Ouest du campus de University Park; près de l’intersection d'Atherton Street et de Park Avenue. Ce bâtiment ouvre en 1993 et est nommé en l'honneur de A. Laura Mateer et de son mari M.C. "Matty" Mateer. Laura Mateer fit un don de 1,5 million de dollars à l’école en mémoire de son mari. Ce bâtiment comprend également le restaurant Café Laura, le centre de recherche « Food innovation » et sa cuisine laboratoire ; l’institut “Hospitality Leadership”, des salles de conférences et de réunions, et les bureaux administratifs de l'école hôtelière.
Café Laura,est le restaurant d’application géré par les étudiants. Sous la supervision de professeurs, les étudiants acquièrent un savoir-faire tout au long de l'année en planifiant et produisant un service au comptoir pour le déjeuner et des dîners formels à thème. La rénovation du café Laura entraina une refonte de la configuration de l'espace restauration comprenant un nouvel ensemble d'ameublement, un nouveau vitrage, de nouveaux menus et la création d'un coin vente à emporter « grab-and-go ». En 2014, des travaux additionnels d'un montant de 1,2 million de dollars ajoutèrent un nouvel espace de service, un bar à expresso, une salle à manger pour réunions d'affaires, de nouveaux éclairages, revêtement de sols, œuvres d'art, signalisation et menus.

## L’École de Management Hôtelier dans les médias
Le corps enseignant de l’école de management hôtelier de Penn State est fréquemment cité dans les médias locaux et nationaux pour son expertise et la qualité de son enseignement. En 2014, le Directeur de l’école, John O’Neill publia une étude pour l’association American Hotel & Lodging Association (AH&LA) et l’association Asian American Hotel Owners Association (AAHOA), examinant l’impact potentiel d’une augmentation du SMIC à $10.10 de l'heure,,,,,,.
Docteur O’Neill publie également l'index trimestriel de Penn State sur la valeur d'acquisition des hôtels U.S., un modèle économétrique souvent cité par les médias nationaux projetant la valeur future d'investissements hôteliers,. Le Professeur associé Dan Mount a été interviewé par CNN concernant son rapport sur les punaises de lit dans les hôtels.
Le centre d’innovation culinaire (Center for Food Innovation) (CFI) et son directeur Peter Bordi ont été reconnus par State College magazine  pour leur contribution en matière de développement d'aliments sains et équilibrés. De plus, le cours « Advanced Meeting and Event Planning » enseigné par Jackie Golas était le sujet d’un article du Centre Daily Times en 2013. L’instructeur Peter Yersin a été le sujet d’un article du State College Magazine s’intitulant "De 9 à 5 avec Peter Yersin". Le docteur John O’Neill a été cité par NBC Today à propos du développement de packages à thème " Jazz Age" basés sur le film Gatsby le Magnifique (film, 2013) et dans le New York Times sur les chambres d'hôtes dans les clubs privés. Ses recherches sur les différents types de stress parmi les managers et employés de l’hôtellerie ont été récemment citées par TNS.

## Classements Nationaux
Le programme de management hôtelier à Penn State est fréquemment reconnu comme étant  un des leaders mondiaux dans le domaine de la formation hôtelière du fait de sa contribution en matière de recherche académique. Docteur Anna Mattila a été désignée comme l’auteur le plus productif du nouveau millénaire dans un article du Journal of Hospitality and Tourism Research (JHTR). Docteur Breffni Noone a reçu en 2013 le prix JHTR de l’article de l’année, et Docteur Michael Tews a reçu en 2013 le prix du meilleur article du journal Cornell Hospitality Quarterly.En 2010, un article du JHTR sur le leadership académique dans les journaux d’hôtellerie et de tourisme a classé Penn State comme étant la seconde université de par le nombre de ses éditeurs en chef, associés et membres de comités de rédaction.
Penn State a été classée quatrième dans un article de 2009 du JHTR, parmi les 100 meilleurs programmes hôteliers, et classé 3e pour sa contribution en nombre d’articles académiques dans le journal Cornell Hospitality Quarterly de 2008 à 2011. Dans un article de 2005 qui analyse la contribution des colleges en nombre d’articles de recherche dans les meilleurs journaux académiques hôteliers, Penn State a été classé sixième. En 2006, un article dans Hospitality Review classait Penn State en seconde position parmi les universités offrant des programmes de deuxième et troisième cycles dans le domaine hôtelier. Un article de 2002 du Journal of Hospitality & Tourism Education classait Penn State cinquième parmi les programmes de premier cycle en hôtellerie, alors qu’un autre article de cette même année classait Penn state en quatrième position.

## Conti Professor
La Chaire Conti Professor est établie en 1987 par des anciens élèves et amis de l’école de management hôtelier de Penn State ; Elle fait honneur à Walter J. Conti, un ancien gérant de chaînes restaurants et ancien Président de la National Restaurant Association pour ses contributions à l’école de management hôtelier de Penn State et à l'industrie hôtelière en général. L'attribution du titre de Conti Professor honore les leaders de l’industrie qui interviennent à l’école pour s'entretenir avec les étudiants et le corps enseignant. Ces membres présentent un cours sur la gestion hôtelière et animent des colloques pour les étudiants de premier, deuxième et troisième cycles. Le titre de Conti Professor a été attribué à plus de septante personnalités influentes de l'industrie hôtelière, y compris à des entrepreneurs,  CE0 et éducateurs.
Les plus récents Conti Professors comprennent :
Leland C. Pillsbury 2014
Chairman, Thayer Lodging Group
Nancy Johnson 2014
Executive Vice President, Carlson Rezidor Hotel Group

Danny Meyer 2013
CEO and Founder, Union Square Hospitality

Frits van Paasschen 2013
President and CEO, Starwood Hotels and Resorts Worldwide 

John C. Metz 2012
Executive Chairman, Metz Culinary Management,

Bill Fortier 2011
Senior Vice President, Development, Hilton Worldwide

Plato Ghinos 2011
President, Shaner Hotel Group,

Everette James 2011 
Associate Vice Chancellor for Health Policy and Planning, University of Pittsburgh,

Steve Rushmore 2010
Chairman and Founder, HVS Global Hospitality Services

Mark Lomanno 2010
Executive Board Member, NewBrandAnalytics

Franco Harris 2009
President, Super Bakery, Inc. 

## Services Hôteliers de Penn State
Le service hôtelier "Penn State Hospitality Services" est une entreprise auxiliaire de l'Université d'État de Pennsylvanie répondant aux besoins d’accueil des professeurs, du personnel, des étudiants et du public associé à l'université. Ces services emploient des étudiants et des anciens élèves de l’école à mi-temps et à temps plein. Les étudiants acquièrent une expérience au travers de stages offerts par les deux hôtels du groupe : Nittany Lion Inn et Penn Stater Conference Center. Le cours HM 380 (Hotel Management) permet aux étudiants de découvrir pendant un semestre les différents départements opérationnels d'un hôtel (réception, gouvernance et maintenance). Le cours HM 495 consiste en un stage supervisé en collaboration avec Penn State Hospitality Services, durant lequel un étudiant travaille dans un département particulier pour au moins un semestre.
Les hôtels Nittany Lion Inn et Penn Stater Conference Center, les "Roar Suites" du Beaver Stadium et  les Suites du Pegula Ice Arena sont dirigés par Penn State Hospitality Services. En 2014, Nittany Lion Inn a reçu la classification AAA 4 diamants, le certificat TripAdvisor d’excellence et la certification National Trust for Historic Preservation's des hôtels d'Amérique. De plus, Penn Stater Conference Center a reçu  en 2014 la certification  "International Association of Conference Centers (IACC)".